# Ixorida
Ixorida är ett släkte av skalbaggar. Ixorida ingår i familjen Cetoniidae.

## Bildgalleri

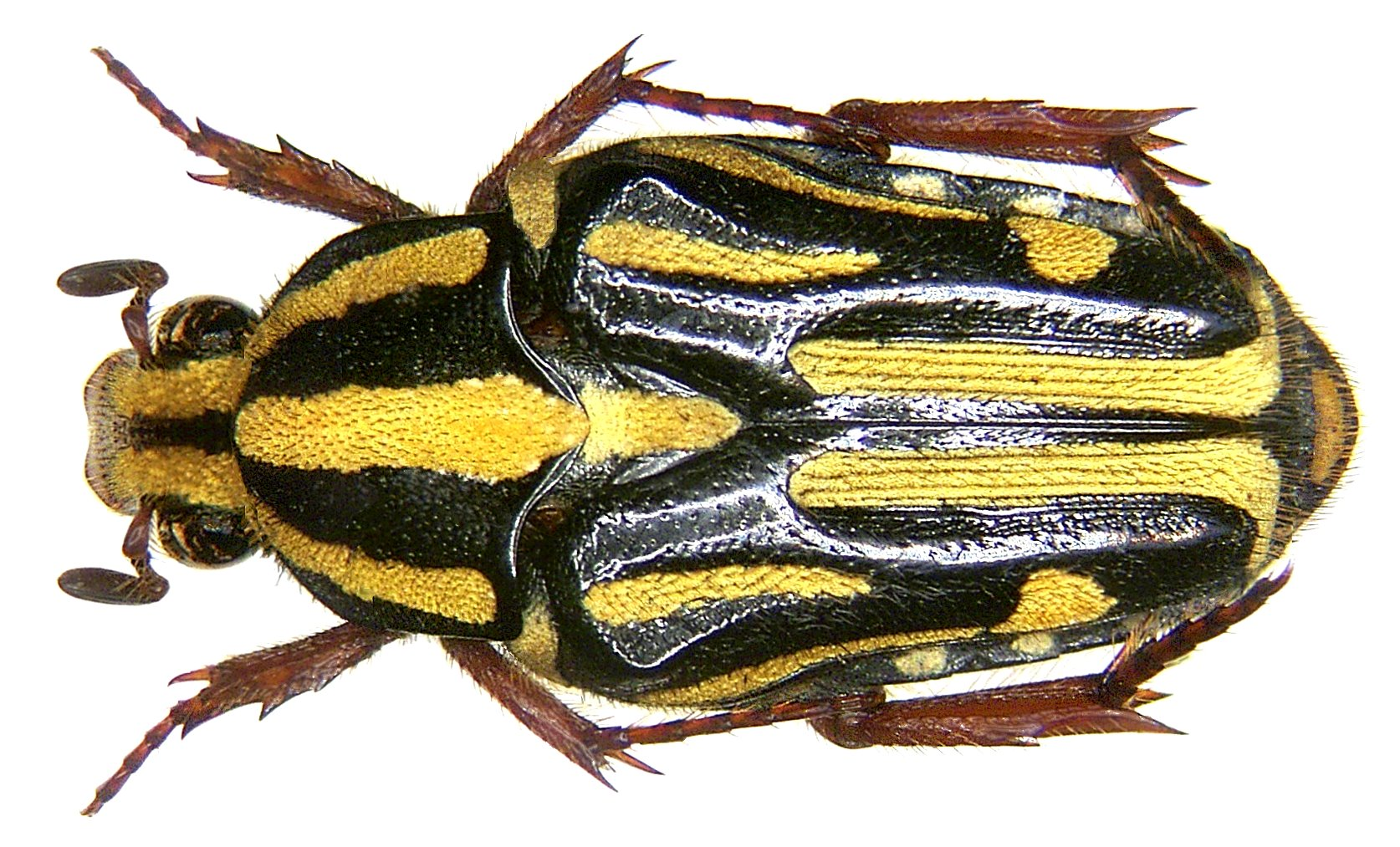
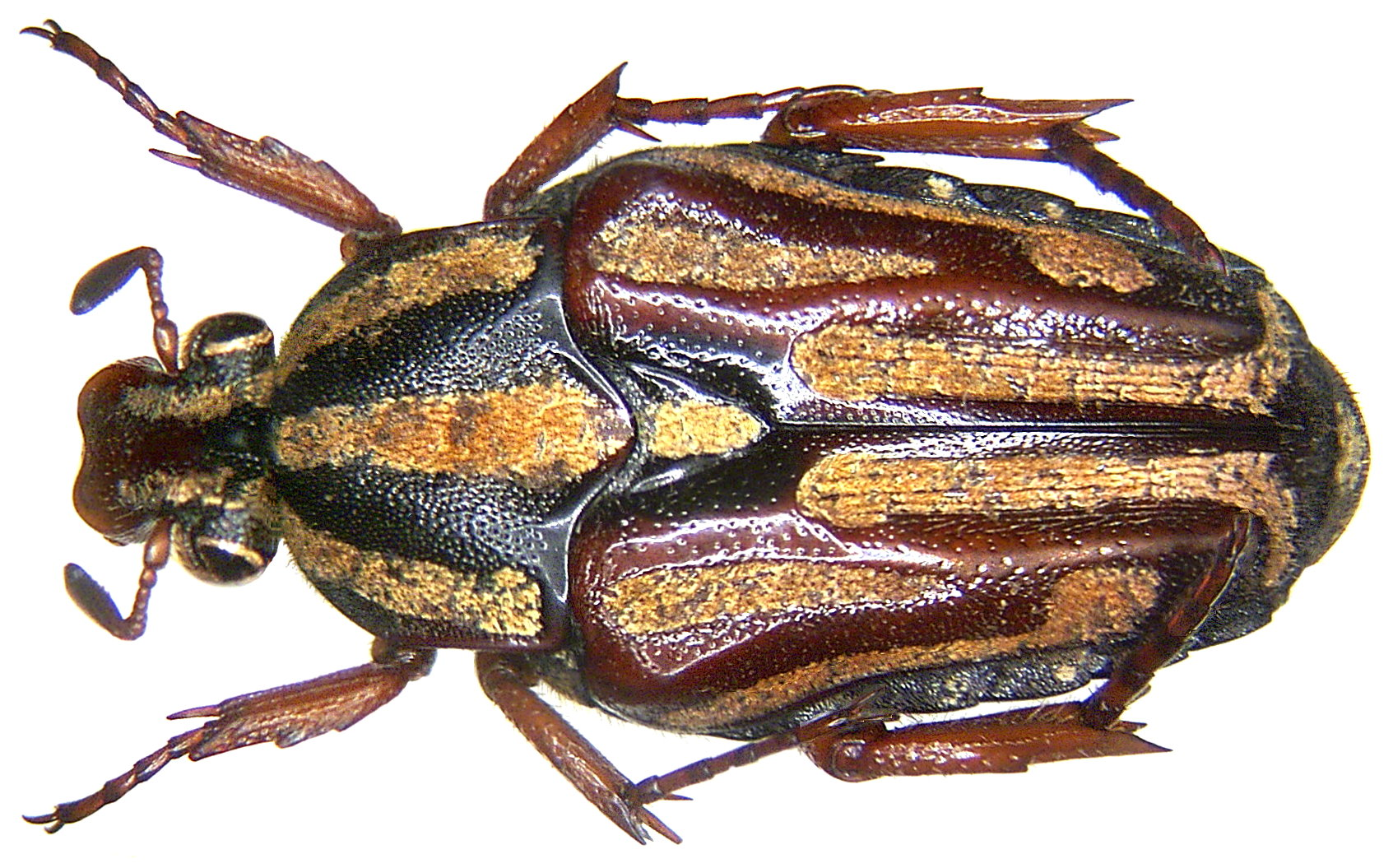

## Dottertaxa tillIxorida, i alfabetisk ordning[1]
- Ixorida aberrans
- Ixorida acutipennis
- Ixorida albomaculata
- Ixorida albonotata
- Ixorida antoinei
- Ixorida apicalis
- Ixorida barclayi
- Ixorida bivittata
- Ixorida buschinii
- Ixorida castanea
- Ixorida celebensis
- Ixorida chuai
- Ixorida clathrata
- Ixorida confusa
- Ixorida decorata
- Ixorida distincta
- Ixorida elegans
- Ixorida flavomaculata
- Ixorida florenti
- Ixorida fraterna
- Ixorida friderici
- Ixorida gordoni
- Ixorida guentheri
- Ixorida gueyraudi
- Ixorida gueyraudiana
- Ixorida heinrichi
- Ixorida inornata
- Ixorida intermedia
- Ixorida interrupta
- Ixorida kinabaluensis
- Ixorida luctuosa
- Ixorida magnierei
- Ixorida mindanaoensis
- Ixorida monticola
- Ixorida mouhoti
- Ixorida nagaii
- Ixorida palawanica
- Ixorida philippei
- Ixorida philippinensis
- Ixorida propinqua
- Ixorida pseudoregia
- Ixorida rataji
- Ixorida regia
- Ixorida sabatieri
- Ixorida sakaii
- Ixorida solomonica
- Ixorida taruna
- Ixorida thoracica
- Ixorida venerea
- Ixorida vidua